# Thủy điện Khao Mang Hạ
Thủy điện Khao Mang Hạ, còn gọi là thủy điện Khao Mang, là thủy điện xây dựng trên dòng Nậm Kim tại xã Khao Mang, Lao Chải, Hồ Bốn huyện Mù Cang Chải tỉnh Yên Bái, Việt Nam 
.
Thủy điện Khao Mang Hạ có công suất 30 MW, khởi công năm 2013, hoàn thành tháng 1/2017 .

## Nậm Kim
Nậm Kim là một phụ lưu cấp 1 của Nậm Mu, phụ lưu cấp 2 của sông Đà. Nậm Kim khởi nguồn từ mạng sông suối ở vùng núi cao cỡ 2000 m ở vùng đèo Khau Phạ xã Púng Luông huyện Mù Cang Chải tỉnh Yên Bái, chảy uốn khúc với hướng chính là về phía tây .
Nậm Kim chảy qua thị trấn Mù Cang Chải, đổ vào bờ trái Nậm Mu ở bản Nà E xã Mường Kim huyện Than Uyên tỉnh Lai Châu.
Quốc lộ 32 được mở dọc theo thung lũng Nậm Kim.